# Конверзија (облигационо право)
Конверзија представља претварање ништавог уговора, у други, пуноважан, у оквиру намере коју су имали уговорници, када су закључивали уговор. 
ЗОО:
Кад ништав уговор испуњава услове за пуноважност неког другог уговора онда ће међу уговарачима важити тај други уговор, ако би то било у сагласности са циљем који су уговарачи имали у виду кад су уговор закључили и ако се може узети да би они закључили тај уговора да су занали за ништавост свог уговора.
Код конверзије стране не закључују нов уговор. 
Конверзија најчешће наступа услед необавештености странака или неукости о потребним условима за закључење уговора. Она увек мора одговарати намери страна а израз је тенденције очувања уговора.
Примери:
1. Уговор о уступању и расподели имовине за живота је уговор, који оставилац закључује за живота само са потомцима. Овај уговор има два саставна дела: - бесплатно уступање имовине; - расподелу међу потомцима. Уколико једно или више потомака није потписало или дошло на закључење уговора, он не може да производи правна дејства. У том случају он се своди на уговор о поклону између претка и потомака.
2. Преузимање испуњења - Уговор о преузимању дуга се конвертује у уговор о преузимању испуњења ако поверилац одбије да да пристанак.

Код ништавих уговора могућа је конверзија, али не и конвалидација јер се ништав уговор не може накнадно оснажити (Katonovo pravilo) и не постаје пуноважан чак ни кад забрана накнадно нестане. 
Изузеци од немогућности конвалидације ништавих уговора:
1. Ако је забрана била мањег значаја а уговор је извршен, ништавост се не може истицати. 
2. Ако је извршен уговор којем недостаје форма уколико је испуњење извршено у претежном делу или у целини тада испуњење конвалидира форму, ако што друго не произлази из циља због којег је форма прописана.
3 – Зеленашки уговор.